# Ituna albescens
Ituna albescens är en fjärilsart som beskrevs av William Lucas Distant 1876. Ituna albescens ingår i släktet Ituna och familjen praktfjärilar. Inga underarter finns listade i Catalogue of Life.